# El Marijo
El Marijo är en ort i Mexiko.   Den ligger i kommunen Chucándiro och delstaten Michoacán de Ocampo, i den centrala delen av landet, 240 km väster om huvudstaden Mexico City. El Marijo ligger 1 854 meter över havet och antalet invånare är 223.
Terrängen runt El Marijo är huvudsakligen kuperad, men österut är den platt. Runt El Marijo är det ganska tätbefolkat, med 172 invånare per kvadratkilometer. Närmaste större samhälle är Cuitzeo del Porvenir, 19,0 km öster om El Marijo. I omgivningarna runt El Marijo växer huvudsakligen savannskog.